# Le Costaud des Batignolles
Pour les articles homonymes, voir Batignolles.
Pour plus de détails, voir Fiche technique et Distribution.
Le Costaud des Batignolles est un film français réalisé par Guy Lacourt et sorti en 1952

## Synopsis
Las d'être chétif, malingre et l'objet de plaisanteries des mauvais garçons du quartier, Jules, coursier-livreur chez un grand couturier, pratique chaque matin de la culture physique intensive et suit un régime sévère. En vain. Chétif, il l'est, chétif, il reste. Jusqu'au jour où un baiser de Nénette, rencontrée lors d'un cambriolage, lui donnera une puissance inhabituelle. Dès lors, rêvant de gloire sportive, il se rabattra sur un numéro de foire intitulé « Avec qui voulez-vous lutter ? ».
Si l'intrigue n'a pas grand rapport, le titre est très proche de celui d'un autre film, Le Costaud des Epinettes, datant de 1921. Le quartier des Épinettes est en effet un quartier de Paris qui jouxte immédiatement le quartier des Batignolles et qui faisait partie du village historique des Batignolles.

## Fiche technique
- Réalisation : Guy Lacourt, assisté de Patrice Dally, J. Planche
- Scénario et adaptation : Raymond Bussières et Norbert Carbonnaux
- Dialogues : Norbert Carbonnaux
- Décors : Henri Schmitt, assisté de M. Pétri
- Photographie : Paul Cotteret
- Montage : M. Lioret, assisté de C. Stengel, A. Tojetti
- Son : Jean Bertrand, assisté de J. Dastugues, G. Motus
- Musique : Norbert Glanzberg (éditions : Salabert)
- Maquillage : Hagop Arakélian
- Société de production et Distribution : Sonodis
- Tournage du 23 août au 12 octobre 1951, dans les studios Photosonor de Courbevoie
- Enregistrement Omnium Sonore, Système Euphonic, sur bande magnétique synchrone Pyral
- Tirage : Laboratoire Liano
- Pays :  France
- Format : Pellicule 35 mm, noir et blanc (La dernière scène du film est en Gévacolor)
- Genre : Comédie
- Durée : 93 minutes
- Date de sortie : 
  - France - 30 avril 1952
- Visa d'exploitation : 11912
- Affiche : Boris Grinsson (France)

## Distribution
- Raymond Bussières : Jules, le coursier-livreur de la maison Jacques Heim
- Annette Poivre : Nénette, l'inspiratrice de Jules
- Armand Bernard : Nicolas, le valet de chambre
- Jean Ozenne : Le médecin spécialiste
- Mattye Peters : Hortense, la cuisinière
- Al Cabrol : O'Riol, le catcheur
- François Joux : L'assistant du médecin
- Pierre Duncan : Le boucher à la foire
- André Chanu : Le speaker
- Hennery : L'organisateur
- Colette Darfeuil : La veuve
- Alexandre Rignault : Le costaud
- Pierre Mondy : Un complice
- Roger Saget : Un complice
- Jean Richard : Le policier
- Paul Azaïs : Le bistrot
- Serge Nadaud : Le directeur de la PJ
- Jean-Max : Pierrot, le chef de bande
- Robert Le Fort : Le commis
- Jean Droze : Le militaire à la foire
- Emile Riandreys : Le commis de la maison de couture
- Jean Sylvain : l'autre commis de la maison de couture
- Édouard Francomme : Un spectateur dans la file d'attente
- Janine Villard
- Sophie Sel
- Gérard Oury : pour le commentaire du film